# Maria Swanenburg
Maria Catherina van der Linden-Swanenburg (9 septembre 1839 – 11 avril 1915) est une tueuse en série néerlandaise qui a tué au moins 23 personnes et est suspectée de plus de 90 meurtres dans les années 1880. 

## Jeunesse
Maria Swanenburg est la fille de Clemens Swanenburger et Johanna Dingjan.
Après la mort de ses deux filles, elle se marie avec Johannes van der Linden le 13 mai 1868. De ce mariage naissent cinq garçons et deux filles. Le mariage dure jusqu’au 29 janvier 1886.
Son surnom est « Goeie Mie » (Bonne mie) du fait de sa bienveillance et de son aide auprès des personnes âgées et malades du quartier pauvre de Leyde, où elle vit.

## Carrière de tueuse
Sa première victime est sa propre mère, en 1880 ; peu de temps après elle empoisonne son père.
Il est établi qu’au moins 102 personnes ont été empoisonnées à l’arsenic entre 1880 et 1883. 23 de ses victimes ont été tuées ; 16 d’entre elles étaient des proches de Maria Swanenburg. Les enquêtes ont conduit à plus de 90 meurtres présumés. 45 des victimes survivantes s’en sont sorties avec des problèmes de santé à cause du poison ingéré.
Swanenburg était motivée par l’assurance vie ou l’héritage de ses victimes. Elle contractait en effet les polices d’assurance elle-même. Pourtant, elle vivait dans la pauvreté. 

## Capture et emprisonnement
Swanenburg est attrapée après avoir empoisonné la famille Frankhuizen en décembre 1883. Son procès débute le 23 avril 1885. Swanenburg est jugée coupable du meurtre d’au moins 3 personnes. Elle est condamnée à la prison à vie, où elle meurt en 1915.
Elle était connue pour chuchoter « Ton visage me tue » dans les oreilles de ses victimes avant de les tuer.